# 多元二台
多元文化電視台第二台（英文：OMNI.2，呼號：CJMT-DT）是一間位於加拿大安大略省多倫多的電視台。該台定位為一條多元文化頻道，主要服務對象為省内的亞裔和非洲裔觀眾，與OMNI.1同屬羅渣士傳媒旗下的多元文化電視台（OMNI Television）。OMNI.2的主發射台設於多倫多市中心第一加拿大廣場的頂部，並於倫敦和渥太華設有轉播站。

## 歷史
羅渣士於2001年向加拿大視訊委員會（CRTC）申請創立其繼CFMT後位於多倫多的第二條免費多元文化頻道，並於2002年4月8日獲發本電視台牌照。羅渣士原本打算將本台命名為「CFMT Too」，並以UHF52台播放，惟該頻道已給予於同日獲發另一個新牌照的Craig Broadcast Systems。本台遂於同2002年9月16日啟播，並以UHF44台和有線14台廣播。呼號「CJMT」中的「MT」解作「Multicultural Television」（即「多元文化電視台」），與CFMT對應；而呼號中的「J」則沒有任何特別意義。羅渣士並放棄計劃中的頻道名稱，改為將CFMT和CJMT分別定名為「OMNI.1」和「OMNI.2」，組成OMNI電視台，標誌著「OMNI」品牌的開始。
OMNI.2於2003年獲CRTC批准在渥太華和倫敦市設置轉播站，以及將其多倫多地面訊號從UHF44台調往UHF69台播放（但有線頻道則維持為14台）。多倫多的訊號調動於2004年4月14日生效，而渥太華和倫敦轉播站亦於同年啟播。OMNI.2後再於2006年以UHF44台展開數碼廣播。2011年8月31日，OMNI.2與其他加拿大主要城市免費電視台一同終止無線類比電視廣播，全面進入數位電視時代。
OMNI.1和OMNI.2的總部於2009年10月19日從西湖岸大道545號，遷至多倫多市中心央-登打士廣場旁的登打士東街33號。同屬羅渣士的Citytv多倫多分台亦已於2010年9月8日遷至新址。

## 節目
OMNI.2啓播後，CFMT原有針對東亞裔、南亞裔和非洲裔觀衆的節目均改於OMNI.2播放。現時OMNI.2以下列語言廣播：烏爾都語、印地語、旁遮普語、國語、粵語、日語、波斯語、索馬利語、阿富汗語等。此外亦曾有播放其他英語節目，包括：《人人都愛雷蒙德》、《The King of Queens》、《Law & Order: Criminal Intent》、《鐵證懸案》和由OMNI自製的肥皂劇《大城多故事》亦於OMNI.2播放，並於OMNI.1重播。
OMNI.2現時逢週六、日晚上8:00《週末大電影》時段播放粵語或國語電影，而逢星期二、三夜間時段則會播放一系列由香港有線電視以及鳳凰衛視製作的節目和重播粵語版的寫實人物電視連續劇《關氏王朝》。過去曾經分別於週六及週日晚上播放介紹多倫多衣食住行的粵語資訊節目《至潮特區》由李立本主持的粵語討論節目《有傾有講》，但現時皆已停播。

## 新聞
在OMNI.2於1979年9月3日啓播前，CFMT已有製作國粵語新聞，當時稱為《CFMT晚間新聞》（英語：CFMT Chinese Journal），由葉燕玲和王成偉主持，全長半小時，於每天晚上播出。梁振森和覃漢聰於1996年1月1日加盟CFMT後，粵語新聞時段亦增設財經和體育環節，節目長度亦擴充至一小時。王成偉於1998年離職後，其主播職務由前職新時代電視多倫多新聞部的蘇凌峰取代。蘇凌峰並成為CFMT的高級編輯和公共事務科主任，而粵語新聞亦進行改革，名稱改為《CFMT新聞匯訊》（英語：CFMT Chinese Newsline），並增設星期六、日播出。此外，CFMT亦每週播放一次國語節目《國語廣角鏡》（英語：Mandarin Wide Angle Lens）和針對南亞裔社區的《南亞新聞週》（英語：South Asian Newsweek）。
OMNI.2於2002年9月16日啓播後，粵語新聞改於OMNI.2播放，改稱《OMNI News 粵語新聞》（英語：OMNI News: Cantonese Edition），並於週一至週五增設《OMNI News 國語新聞》（英語：OMNI News: Mandarin Edition）和《OMNI News 南亞新聞》（英語：OMNI News: South Asian Edition），由《南亞新聞週》擴充而成，而《國語廣角鏡》則改組成《OMNI News 國語週末新聞》（英語：OMNI News: Mandarin Weekend）。葉燕玲於2006年11月10日離開OMNI後，繼續由蘇凌峰擔任粵語新聞首席主播。
OMNI.1和OMNI.2於2009年10月19日遷至登打士東街33號，《OMNI News》亦於同日更新片頭和資訊列設計，並於一樓設置新聞直播室，採用櫥窗式設計，途人可以觀看新聞製作過程。新聞和財經主播於一樓直播室進行播報，而體育主播則於三樓新聞中心報道體育環節。新廣播大樓啓用初期，粵語和國語新聞的講話配上中文字幕，但後來則放棄。
工作日國語新聞的節目長度從1979年9月3日啓播到2010年4月30日一直維持半小時，到2010年5月3日則延長至一小時。
為配合2011年11月7日OMNI增設全國新聞，OMNI.2的粵語和國語地區新聞時段各自縮短至半小時，並緊接該語言的全國新聞時段播放。粵語和國語全國新聞亦由OMNI的多倫多新聞部製作及重新配上中文字幕。此外，亞省OMNI的地區新聞節目於同年被取消後，OMNI.2的英語南亞新聞亦於亞省OMNI播放。
2013年5月30日，羅渣士再以「資源重整」為現由，再次向OMNI新聞部開刀，關閉亞省版新聞部及停播英語南亞版新聞。消息指總共有39名OMNI的員工被裁。
2014年4月7日，羅渣士把多倫多多元二台的華語新聞時段分拆，原本的五點以及五時半的新聞時節正式更名為國、粵語「新聞快報」，主要報導來自中港台的新聞。並於晚上七時跟七時半增設一跟卑詩分台同步播放的粵、國語「晚間新聞」，變相恢復華語全國新聞時段。
2014年10月6日，為配合全新的節目安排，新聞時段再作變動：六時正播放粵語「新聞快報」，六時半播國語「晚間新聞」，八時正播放由卑詩分台製作的旁遮普語「全國新聞」，晚上九時會跟卑詩同步播放粵語「全國新聞」，而九點半則會跟卑詩同步播放國語「新聞精華」，最後於晚上十一時重播粵語「全國新聞」。
2015年5月7日，羅渣士再因資金短缺而決定將OMNI電視台跟姐妹台City電視台的製作部並同時裁員110人。全線OMNI新聞亦即日停播，原來的新聞時段於5月11日起由一系列由OMNI新聞部製作的時事節目代替（節目的國粵語版最終於2016年5月1日分別正式命名為《都會聚焦》和《都市聚焦》），一以報導南亞娛樂消息為主的節目亦同時宣布停播。
2014年4-9月OMNI.2地區新聞時段如下：
| 語言 | 記者                                          | 首播時段                 |
| ---- | --------------------------------------------- | ------------------------ |
| 國語 | 新聞主播：郭然 記者：滕忠勤、郝思維、王翔     | 週一至週五傍晚5:00至5:30 |
| 粵語 | 新聞主播：李立本 記者：尹國強、周敏兒、陳善宜 | 週一至週五傍晚5:30至6:00 |

## 外部連結
- 官方網站
- OMNI NEWS官方網站